# CCNP
CCNP (Cisco Certified Network Professional) – profesjonalny poziom certyfikacji Cisco, przeznaczony dla specjalistów sieciowych o średniozaawansowanym i zaawansowanym poziomie wiedzy. 
Osoba przystępująca do egzaminu od lutego 2020 nie musi posiadać ważnego certyfikatu CCNA. 

## Struktura egzaminów
Każdy certyfikat wymaga zdania dwóch egzaminów: podstawowego (core) - obejmującego zagadnienia ogólne w danym obszarze technologii oraz specjalistycznego (concentration) - pozwalającego na pogłębienie wiedzy w wybranym temacie. Egzaminy można zdawać w dowolnej kolejności. Certyfikat jest ważny przez 3 lata i można go odnowić poprzez ponowne zdanie egzaminu lub zdobycie punktów Continuing Education (CE)..

## Certyfikaty CCNP
Cisco oferuje obecnie siedem ścieżek certyfikacyjnych CCNP, z których każda odpowiada innemu obszarowi technologii sieciowych. 

### CCNP Collaboration
Certyfikat potwierdza znajomość podstawowych umiejętności niezbędnych do konfiguracji i wdrożenia kluczowych technologii współpracy sieciowej, takich jak infrastruktura, projektowanie, protokoły, kodeki, zasoby multimedialne, kontrola połączeń.
Do uzyskania certyfikatu należy zdać egzamin podstawowy 350-801 CLCOR oraz wybrany z czterech egzaminów specjalistycznych.

### Cisco Certified Cybersecurity Professional
Certyfikat potwierdza znajomość umiejętności niezbędnych do zapobiegania cyberatakom, reagowania na incydenty oraz zabezpieczaniu chmury, takich jak techniki, procesy i automacja cyberochrony.
Do uzyskania certyfikatu należy zdać egzamin podstawowy 350-201 CBRCOR oraz wybrany z dwóch specjalistycznych.

### CCNP Data Center
Certyfikat potwierdza wiedzę i umiejętności w zakresie projektowania i wdrażania technologii centrów danych, infrastruktury obliczeniowej, automatyzacji i bezpieczeństwa sieci LAN i SAN.
Do uzyskania certyfikatu należy zdać egzamin podstawowy 350-601 DCCOR oraz wybrany z pięciu egzaminów specjalistycznych.

### Cisco Certified DevNet Professional
Certyfikat potwierdza wiedzę i umiejętności w zakresie projektowania oprogramowania, wykorzystywania API, automatyzacji wdrożeń oraz zapewniania bezpieczeństwa danych dla ról w NetDevOps.
Do uzyskania certyfikatu należy zdać egzamin podstawowy 350-901 DEVCOR oraz wybrany z pięciu egzaminów specjalistycznych.

### CCNP Enterprise
Certyfikat potwierdza wiedzę w zakresie obsługi, wirtualizacji, bezpieczeństwa i automatyzacji infrastruktury sieci korporacyjnych.
Do uzyskania certyfikatu należy zdać egzamin podstawowy 350-401 ENCOR oraz wybrany z sześciu egzaminów specjalistycznych.

### CCNP Security
Certyfikat potwierdza wiedzę i umiejętności w zakresie podstawowych technologii bezpieczeństwa sieci, chmury i dostępu do treści.
Do uzyskania certyfikatu należy zdać egzamin podstawowy 350-701 SCOR oraz wybrany z siedmiu egzaminów specjalistycznych.

### CCNP Service Provider
Certyfikat potwierdza umiejętności niezbędne do konfiguracji, weryfikacji, rozwiązywania problemów i optymalizacji infrastruktury sieci IP dostawców usług nowej generacji.
Do uzyskania certyfikatu należy zdać egzamin podstawowy 350-501 SPCOR oraz wybrany z czterech egzaminów specjalistycznych.
Egzaminy CCNP są również kwalifikacją do przystąpienia do egzaminów praktycznych na poziomie CCIE w danej ścieżce.

## Znaczenie certyfikatu CCNP
Certyfikaty CCNP są uznawane na całym świecie i stanowią potwierdzenie zaawansowanych kompetencji w zakresie projektowania, wdrażania i zarządzania sieciami. W 2025 roku, w dobie rosnącej automatyzacji, chmury i bezpieczeństwa, certyfikaty te pozostają jednymi z najbardziej cenionych w branży IT. Posiadacze CCNP często obejmują stanowiska takie jak inżynier sieciowy, specjalista ds. bezpieczeństwa, administrator systemów czy architekt infrastruktury.